# アンドリュー・カンシオ
アンドリュー・アンソニー・カンシオ（Andrew Anthony Cancio、1988年10月21日 - ）は、アメリカ合衆国のプロボクサー。カリフォルニア州ブライス出身。元WBA世界スーパーフェザー級王者。世界王者になってからもガス会社で労働者として働いていた。

## 来歴
2006年3月23日、フアン・ベラスケスとデビュー戦を行い、引き分けた。
2012年3月16日、オスカー・デ・ラ・ホーヤ率いるゴールデンボーイ・プロモーションズと契約を結び、契約して2戦目の6月2日ファンタジー・スプリングス・リゾート・カジノ内スペシャル・イベント・センターにて行われたイベントでロッキー・ファレスに10回3-0（97-90×2、98-89）の判定勝ちを収めた。
2015年12月18日、インディオのファンタジー・スプリングス・リゾート・カジノでレネ・アルバラードと対戦し、8回2分41秒KO勝ちを収めた。
2016年1月20日、ゴールデンボーイ・プロモーションズと契約を延長して正式にロースターに入った。
2016年3月25日、ファンタジー・スプリングス・リゾート・カジノ内スペシャル・イベント・センターにて元世界2階級制覇王者ウーゴ・カサレスと対戦し、3回2分49秒KO勝ちを収めた。試合後にカサレスは引退を表明した。
2016年9月17日、テキサス州アーリントンのAT&Tスタジアムにてサウル・アルバレスVSリアム・スミスの前座でNABF北米フェザー級王者ジョセフ・ディアスと対戦し、初のKO負けとなる9回2分27秒TKO負けを喫し、王座獲得に失敗した。
2018年4月12日、ファンタジー・スプリングス・リゾート・カジノ内スペシャル・イベント・センターにて1年7ヶ月ぶりの復帰戦としてアイダル・シャリバエフとWBAインターコンチネンタルスーパーフェザー級王座決定戦を行い、10回43秒TKO勝ちを収めプロ初戴冠となる王座獲得に成功した。
2018年8月17日、ファンタジー・スプリングス・リゾート・カジノ内スペシャル・イベント・センターにて元NABO北米スーパーフェザー級王者ダルダン・ゼヌナジと対戦し、10回3-0（99-91×2、96-94）の判定勝ちを収めた。
2019年2月9日、ファンタジー・スプリングス・リゾート・カジノ内スペシャル・イベント・センターにてWBA世界スーパーフェザー級レギュラー王者アルベルト・マチャドと対戦し、4回2分16秒KO勝ちを収め併設カジノでの試合直前に発表された倍率で15-1の圧倒的不利を覆して王座を獲得した。この試合でカンシオは7万5千ドル（約810万円）、マチャドは20万ドル（約2100万円）のファイトマネーを稼いだ。
2019年6月21日、ファンタジー・スプリングス・リゾート・カジノで元WBA世界スーパーフェザー級王者でWBA世界スーパーフェザー級5位のアルベルト・マチャドと4ヵ月ぶりにダイレクトリマッチで再戦し、3回1分1秒KO勝ちを収め初防衛に成功した。この試合でカンシオは7万5千ドル（820万円）のファイトマネーを稼いだ。
2019年9月2日、ガーボンタ・デービスがスーパー王座を返上したため、カンシオはレギュラー王者から正規王者に認定された。
2019年11月23日、カンシオが防衛戦を行う数時間前にレオ・サンタ・クルスがスーパー王座を獲得したため、カンシオは正規王者からレギュラー王者に認定された。
2019年11月23日、ファンタジー・スプリングス・リゾート・カジノでWBA世界スーパーフェザー級1位のレネ・アルバラードと4年ぶりに対戦したが、3回に負傷した左まぶたの傷が酷く7回終了後に主審が試合終了を宣告した為、カンシオは7回終了時TKO負けを喫し2度目の防衛に失敗、王座から陥落した。この試合でカンシオは20万ドル（2200万円）のファイトマネーを稼いだ。
2019年11月26日、ゴールデンボーイ・プロモーションズとの契約を解除された。カンシオはアルバラードに敗れる前のインタビューで、知名度を上げるためにサウル・アルバレスの前座で試合が組まれることを希望していたのにもかかわらず、代わりにライアン・ガルシアがアルバレスの前座で試合が組まれたことや、オスカー・デ・ラ・ホーヤが世界王座を獲得したアルベルト・マチャド戦の試合会場に姿を見せなかったことなどを批判していた。
2020年1月23日、ボブ・アラムのトップランクと契約した。

## 獲得タイトル
- WBAインターコンチネンタルスーパーフェザー級王座
- WBA世界スーパーフェザー級レギュラー王座（防衛1=正規王座に認定）
- WBA世界スーパーフェザー級王座（防衛0=レギュラー王座に認定）
- WBA世界スーパーフェザー級レギュラー王座（防衛0）